# Mount Shivling
Mount Shivling ist ein Berg in der Schirmacher-Oase des ostantarktischen Königin-Maud-Lands.
Indische Wissenschaftler benannten ihn. Der weitere Benennungshintergrund ist nicht überliefert. Naheliegender Namensgeber ist der Shivling, ein Berg im nordindischen Teil des Himalayas.